# Лінія шквалу

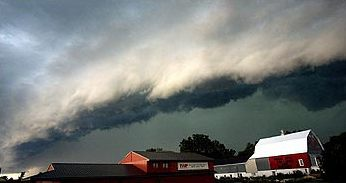
«Деречо» (область прямих сильних вітрів) над Міннесотою

Лінія шквалу — смуга гріз, що інколи формується уздовж або перед холодним фронтом. На початку 20 століття термін був фактично синонімічним терміну «холодний фронт». У цій смузі відбуваються сильні опади, град, численні блискавки, сильні прямі вітри та, інколи, смерчі. Сильні вітри зазвичай утворюються, якщо лінія шквалу вигнута у формі дуги. Смерчі утворюються уздовж хвиль, що виникають на вигнутій лінії шквалу за наявності області низького тиску на мезошкалі.
| Погода | Це незавершена стаття з метеорології. Ви можете допомогти проєкту, виправивши або дописавши її. |